# 隘道

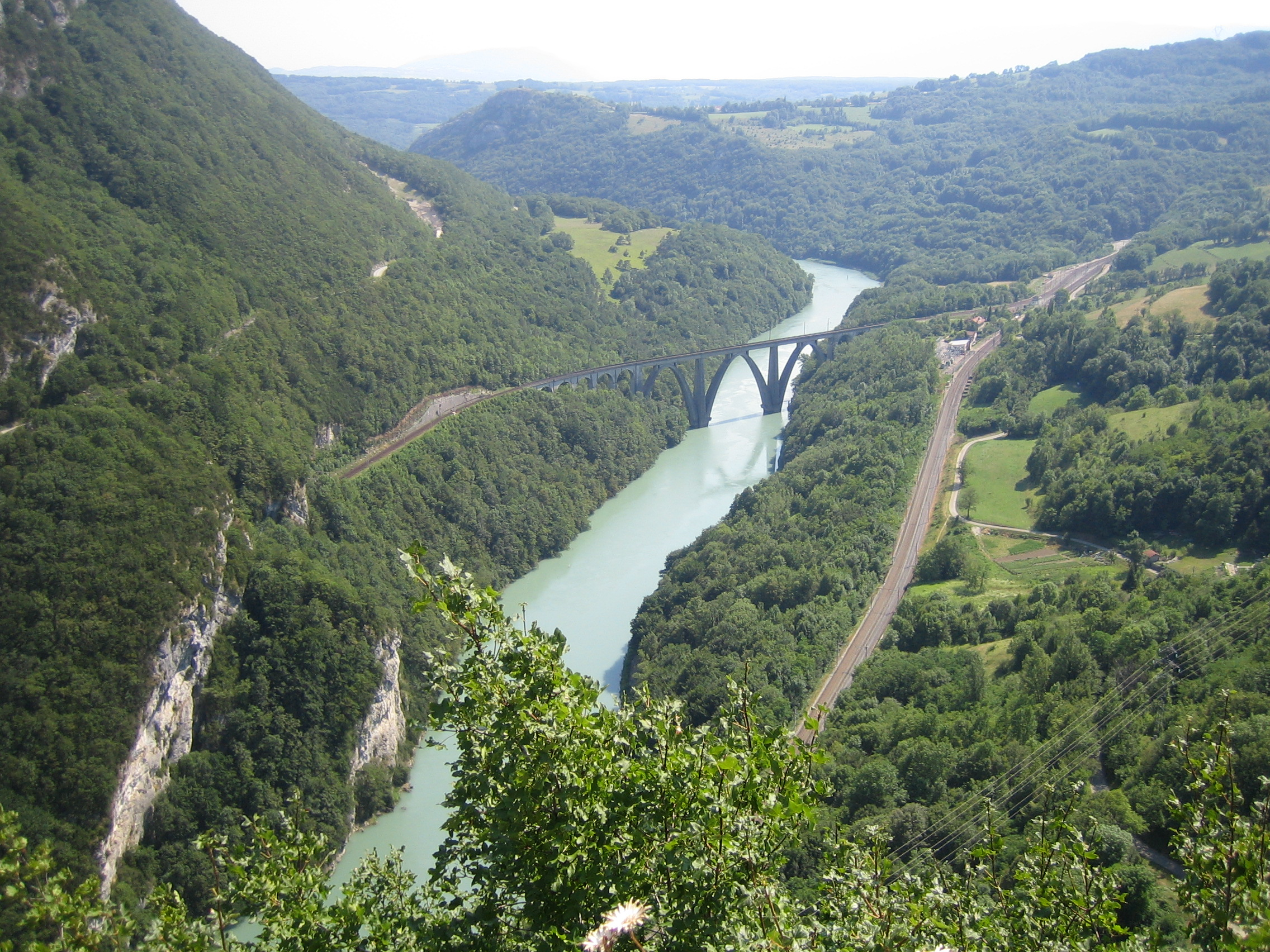
法國的l'Ecluse隘道

隘道（英語：defile）是地理學上指代山峰或丘陵之間狹窄通道的詞語。英語中的此詞最初是軍事用語，指狹窄的、僅能使一縱隊通過的道路。

## 例子

### 歷史案例
- 陰平小道
- 太行八陘
- 溫泉關
- 大聖伯納山口

### 地理學相關
- 水口
- 風口
- 橫谷
- 衝溝